# Acmaeodera gratiosa
Acmaeodera gratiosa – gatunek chrząszcza z rodziny bogatkowatych i podrodziny Polycestinae.
Gatunek ten został opisany w 1926 przez André Théry'ego.
Ciało długości powyżej 9 mm. Przedplecze bez znaków na bocznych brzegach, natomiast pokrywy z dwoma żółtymi plamami, jedną w pobliżu środka, a drugą w pobliżu tylnej ⅓. Na bokach pierwszych trzech sternitów brak szpatułkowatych szczecin.
Chrząszcz neotropikalny, znany wyłącznie z Nikaragui.